# Valentin Al. Georgescu
Valentin Al. Georgescu (n. 2 iulie 1908, Corabia, Olt – d. 9 octombrie 1995, București) a fost un academician român, jurist, istoric al dreptului, membru titular (1992) al Academiei Române.